# Мохамед Амин Диди
Самувал Амир Мохамед Амин Дошимена Килегафану (на дивехи: ސުމުއްވުލް އަމީރު މުހައްމަދު އަމީން ދޮށިމޭނާ ކިލެގެފާނު ), известен като Мохамед Амин Диди, е малдивски политик. Той е първият президент на Малдивите и ръководител на правителството между 1 януари 1953 г. и 21 август 1953 г. 

## Биография
Амин е потомък на династията Хура от страна на баща си. През 1920 г. той заминава за Цейлон (дн. Шри Ланка) и учи в колежа „Сейнт Джоузеф“ в Коломбо. През 1928 г. продължава обучението си в Индия; завръща се на Малдивите една година по-късно. Съпругата му е Фатимат Саид; единственото му дете е Амина Мохамед Амийн. 
Има четирима внуци. Внукът му Амин Фейсал става министър на отбраната и националната сигурност на Малдивите.

## Политическа кариера
През 1931 г. Амин е назначен в Учредителното събрание, свикано от султан Мохамед Шамсуддин III, за да изготви проект на първата писмена конституция на страната. Впоследствие той заема различни постове в правителството, като ръководител на митниците, ръководител на малдивската пощенска служба и министър на търговията и на финансите (1942 – 1952). В периода 1946 до 1953 г. е директор на училище Majeedhiyya.
Амин Диди е лидер на първата политическа партия на Малдивите, Rayyithunge Muthagaddim Party. Неговата политическа програма включва усилия за модернизиране на страната, включително напредъка на жените, образованието на Малдивите, национализиране на индустрията за износ на риба и непопулярна забрана на тютюнопушенето. Става член на Първия малдивски парламент.
След смъртта на султан Маджид Диди и неговия син принц Хасан Фарийд Диди, членовете на парламента избират Амин Диди за следващ наследник на султана. Според източници Диди заявява: „заради народа на Малдивите няма да приема короната и трона“, в резултат на което е проведен референдум и Малдивите стават република. С подкрепата на народа той премахва 812-годишния султанат и става първият президент на Малдивите на 1 януари 1953 г., въпреки че винаги е подкрепял конституционната монархия. Поема поста по време на периода след Втората световна война, време, когато страната страда от широко разпространен глад и изчерпани ресурси.
Републиката просъществува за кратко и населението на Мале извършва революция, докато президентът е в Цейлон за лечение. Следва период, в който части от държавата на юг се отделят и формират краткотрайната Обединена сувадивска република, подкрепена от британците, които изграждат сигнална станция в Аду.
Населението на Мале назначава Велаанаги Ибрахим Диди, вицепрезидент на Амин, за ръководител на правителството. Амин Диди е наясно с тези събития и е предупреден да не се връща на Малдивите, но той въпреки това се прибира в страната. Веднага след завръщането му, той е отведен на остров Донидо и е държан там под надзора на правителството.
Четири месеца след като е отведен в Донидо Амин Диди разменя тайни писма с Ибрахим Хилми Диди, в когото обсъждат слагането на край на революционното правителство и възстановяването на монархията, с Ибрахим Хилми като крал и Амин Диди като министър-председател. Една нощ Амин Диди пристига в Мале и се опитва да си върне властта, при което едва не е пребит до смърт от населението.
По-късно лидерите на малката бунтовническа група, които искат Мохамед Амин като лидер, включително Мохамед Амин Диди, Ибрахим Хилми Диди и Шамсуддин Хилми, са изправени пред съда и осъдени на изгнание. Мохамед Амин е прогонен в атола Каафу, Гаафару, Ибрахим Хилми – в Гулхи, а Шамсуддин Хилми – в Химафуши.
Тъй като здравето на бившия президент се влошава, той е отведен на остров Вихаманафуши (дн. село и курорт Курумбаа), където умира на 19 януари 1954 г. Погребан е на острова.